# PM md. 63/65
PM md. 63/65 (rum. Pistol Mitralieră model 1963/1965; hrv. Automatski pištolj model 1963/1965) je rumunjska inačica sovjetske automatske puške AKM. Model 1963 je inačica s drvenim dok je model 1965 sa sklopivim metalnim kundakom. Obje inačice koriste streljivo kalibra 7.62×39 mm.

## Povijest
Početkom 1960-ih rumunjska vojska je koristila kratke strojnice Papašu i Orițu te uvozne Kalašnjikove. S vremenom je Sovjetski Savez naredio svim članicama Varšavskog pakta da počnu proizvoditi vlastitu automatsku pušku kalibra 7.62 mm. Tako je rumunjska vojna industrija dobila sovjetsku licencu te je započela s razvojem vlastitog klona AKM-a koji je za razliku od originala imao drvenu ručku na prednjem rukohvatu. Najprije je 1963. godine stvoren model s drvenim a nakon dvije godine i model sa sklopivim kundakom.
PM md. 63/65 je gotovo identičan izvornicima AKM/AKMS zbog čega je jeftin za proizvodnju te jednostavan za korištenje, čišćenje i održavanje. Također, cijev i unutrašnjost plinskog cilindra su kromirani čime se povećava vijek trajanja tih dijelova odnosno njihova otpornost na trošenje i koroziju. Većina PM md. 63/65 nema sigurnosnu kočnicu, a ona je uvedena tek krajem 1970-ih.

## Inačice
- PM md. 1963: model s fiksnim drvenim kundakom.
- PM md. 1965: model sa sklopivim metalnim kundakom.
- PM md. 80: model s kraćom cijevi i okvirom kapaciteta 20 metaka.
- PM md. 90: kraća karabinska inačica.
- Gardă: najviše proizvođena civilna inačica namijenjena izvozu. U zemlji ih je koristila rumunjska Patriotska garda.
- WASR: serija poluautomatskih inačica također namijenjenih izvozu a koje su se temeljile na modelu 63. Postoje serije WASR-2, 3, 10 i 22.

## Ratovi
Oružane snage Sjevernog Vijetnama su tijekom Vijetnamskog rata koristile rumunjske kalašnjikove zajedno uz sovjetske i kineske inačice. Tijekom Iransko-iračkog rata obje zaraćene strane su u vlastitom arsenalu imale PM a završetkom ovog sukoba uslijedio je Zaljevski rat u kojem je ovo oružje bilo u rukama iračkih, saudijskih i marokanskih vojnika. Također, PM md. 63/65 koristio se i u domovini kada je 1989. godine izbila rumunjska revolucija.
Tijekom Domovinskog rata, rumunjska inačica bila je u službi Zbora narodne garde.

## Korisnici
Rumunjska je tijekom 1970-ih naveliko započela s izvozom modela 63 i 65 pod oznakama AIM i AIMS. Također, tadašnji rumunjski diktator Nicolae Ceaușescu koristio je sve raspoložive materijalne resurse kako bi mogao platiti visok rumunjski inozemni dug. Zbog toga je zemlja koristila metode masovnog izvoza oružja, streljiva i ostale opreme domaće proizvodnje. To je i razlog zbog čega se PM md. 63/65 koristi (ili se koristio) u velikom broju zemalja diljem svijeta, a osim vojski, njime su se naoružavale i arapske terorističke organizacije te IRA.
- Rumunjska:[1][3] rumunjska vojska bila je primarni korisnik, međutim ovaj model je zamijenio noviji PM md. 86. Danas je rumunjska mornarica najveći korisnik modela 65 ponajviše zbog male težine i metalnog sklopivog kundaka.
- Afganistan[1]
- Angola[1]
- Bangladeš[1]
- DR Kongo[1]
- Gruzija[1]
- Hrvatska: Zbor narodne garde koristio je PM md. 63/65 tijekom Domovinskog rata.[2]
- Indija[1]
- Irak[1][3]
- Iran[1]
- Jemen: vojno izaslanstvo Jemena je u kolovozu 1972. bilo u službenom posjetu Rumunjskoj te je tom prilikom jemenska delegacija zatražila podršku vlasti u Bukureštu u vidu potpora u obliku oružja i vojne opreme.[5] Na sjednici rumunjskog komunističkog centralnog komiteta održanoj 4. rujna 1972. podržan je jemenski prijedlog.[5] Time je zemlji poslana velika količina oružja, uključujući i 200 kalašnjikova domaće proizvodnje.[5]
- Jordan[3]
- Libanon[1]
- Liberija[1]
- Libija[1][3]
- Maroko[1][3]
- Moldavija[1]
- Mozambik[1]
- Nikaragva[1]
- Palestina[1][3]
- Saudijska Arabija[1]
- Sijera Leone[1]
- Sirija[1]
- Vijetnam: tijekom Vijetnamskog rata, Vlada tadašnjeg Sjevernog Vijetnama sklopila je 16. ožujka 1972. ugovor s Rumunjskom o nabavci 8.000 rumunjskih kalašnjikova.[4]

## Izvozni skandal
Rumunjska Vlada je uz suglasnost Vrhovnog vijeća nacionalne obrane tijekom 2005. i 2006. prodala Gruziji i Jordanu spomenute automatske puške kako bi se riješila starog oružja u skladištima. Međutim, uskoro su se javile kritike na tehničko stanje oružja, primjerice savijene cijevi. Te greške skrenule su negativnu pozornost na tvornicu Cugir kojoj je otkazan ugovor te je bila na rubu gubitka izvozne dozvole. Također, rumunjski proizvođač bio je prisiljen platiti troškove transportnog povrata i njegovog zbrinjavanja nakon testiranja u Švicarskoj.

## Vidjeti također
- PM md. 86